# Heinz R. Uhlemann
Heinz Robert Uhlemann (* 8. Juli 1903 in Zöblitz; † 5. August 2000 in Passau) war ein deutscher Kunsthistoriker.

## Leben
1912 zog seine Familie nach Meißen, wo er das Gymnasium besuchte. Er studierte in Tübingen, Leipzig und Wien Kunstgeschichte und Geographie und wurde 1928 an der Universität Leipzig promoviert. 1930 wurde er unbezahlter wissenschaftlicher Hilfsarbeiter am Historischen Museum in Dresden unter Erich Haenel. Ab 1931 war er Assistent bei Moritz Julius Binder und ab 1934 bei Hermann Lorey  am Berliner Zeughaus. In den Jahren 1943/44 baute er mit dem Kunsthistoriker Edmund Hausen in Metz ein neues Festungsmuseum auf. 1944 sollte er Direktor des Dresdener Historischen Museums werden, was die Kriegszerstörung jedoch verhinderte. Bis 1948 lebte er in Schwarzenberg und Olbernhau, danach in Düsseldorf und seit 1952 in Solingen. Von 1954 bis zu seiner Pensionierung 1968 war er Direktor des Deutschen Klingenmuseums in Solingen.
1977 erhielt er den Verdienstorden des Landes Nordrhein-Westfalen, 1988 das Bundesverdienstkreuz.

## Veröffentlichungen (Auswahl)
Siehe Heinz Ladendorf: Heinz R. Uhlemann, Schriftenverzeichnis. In: Deutsches Klingenmuseum, Solingen Jahresbericht 1968, S. 37–56.
- Beiträge zur Geographie des Orientteppichs. Dissertation. Hiersemann, Leipzig 1930.
  - Druckfassung: Geographie des Orientteppichs (= Hiersemanns Handbücher Bd. 12). Hiersemann, Leipzig 1930.
- Vom Ringwall zum Bunker, 3000 Jahre Geschichte der Festung. Festungsmuseum, Metz 1944.
- Alte Tischgesellen. Vom Fürschneyden, Trinciren und Kredenzen. Ullrich, Solingen 1957; 2., erweiterte Auflage Meisenbach, Banberg 1966.
- Kostbare Blankwaffen aus dem Deutschen Klingenmuseum Solingen. Rheinland-Verlag, Düsseldorf 1968.